# Crenadactylus ocellatus
El gecko sin garras del suroeste (Crenadactylus ocellatus) es una especie de gecko del género Crenadactylus, perteneciente a la familia Diplodactylidae. Fue descrita científicamente por Gray en 1845.

## Distribución
Se encuentra en Australia (Territorio del Norte, Queensland, Australia Meridional, Australia Occidental).